# Usine des Forces Motrices
Die Usine des Forces Motrices de la Coulouvrenière, französisch für Kraftwerk Coulouvrenière, lokal als Usine des Forces Motrices oder Usine de Coulouvrenière bezeichnet, ist ein ehemaliges  Laufwasserkraftwerk an der Rhone in Genf, unweit der Brücke Pont de la Coulouvrenière. Das Kraftwerk nutzte die Fallhöhe einer Staustufe für die Abflussregelung des Genfersees. Coulouvrenière ist dabei eine Genfer Ortsangabe.
Die Bezeichnung als Kraftwerk Usine des Forces Motrices wurde damals noch nicht mit dem Begriff der Elektrizitätserzeugung gleichgesetzt. Die Turbinen des Kraftwerks trieben keine elektrischen Generatoren an, sondern Pumpen für die Versorgung der Stadt mit Trink- und Druckwasser. Letzteres wurde von der lokalen Kleinindustrie als Energieträger genutzt, um Arbeitsmaschinen und Generatoren anzutreiben. Das Überdruckventil der Druckwasserversorgung war der Vorläufer der Wasserfontäne Jet d’eau.
Die ab 1883 erbaute Anlage – damit eine der ältesten Grossanlagen zur Nutzung von Wasserkraft în Europa – ist seit 1963 nicht mehr in Betrieb. Die Regelung des Genfersee-Wasserspiegels erfolgt heute vom Barrage du Seujet, das wenige Meter flussabwärts vom Gebäude der Forces Motrices liegt. Das ehemalige Maschinenhaus des Kraftwerks, bekannt unter dem Namen Bâtiment des Forces Motrices (abgekürzt BFM), steht unter Denkmalschutz und wird heute als Theater- und Veranstaltungssaal genutzt. Es ist nicht mit L’Usine, einem ebenfalls dort angesiedelten Fabrikgebäude, das inzwischen vielfältig genutztes Veranstaltungszentrum ist, zu verwechseln.

## Geschichte
Auf Initiative von Daniel Colladon liess die Stadt Genf unter der Leitung von Théodore Turrettini das Kraftwerk zwischen Plainpalais, damals noch ein Vorort, und der Stadt Genf mitten in die Rhone bei der heutigen Rue de la Coulouvrenière am Place des Volontaires bauen.
Die Konzession für die Anlage wurde im Dezember 1882 vom Grossen Rat des Kantons Genf und von der Stadt Genf erteilt. Die Arbeiten begannen im November 1883, während des winterlichen Niedrigwassers der Rhone. Für die Erstellung der Gebäude und der Staustufe im Flussbett musste der linke Flussarm in zwei Etappen trockengelegt werden.
Im Mai 1886 wurden die ersten fünf Jonval-Turbinen in Betrieb genommen. Sie waren im kurzen Flügel des Gebäudes mit dem heute L-förmigen Grundriss untergebracht. Ihre Gesamtleistung betrug 900 kW. Zwei Turbinen versorgten die heutige Altstadt und die drei übrigen Gebiete, die bis zu zehn Kilometer von der Anlage entfernt waren. Das Druckwassernetz diente hauptsächlich der Kleinindustrie, vor allem den Uhrmacherwerkstätten.
1892 wurde der lange Flügel des Gebäudes fertiggestellt, der Platz für weitere 15 Turbinen bot. Sie wurden bis auf die letzten zwei mit zunehmendem Leistungsbedarf nach und nach installiert. Die letzte Turbine wurde 1897 eingebaut, so dass die Anlage mit 18 Turbinen eine Gesamtleistung von 3,3 MW abgeben konnte.
Die Energieerzeugung wurde 1963 eingestellt; die Anlage blieb bis 1988 als Trinkwasser-Pumpwerk in Betrieb.

## Technik

### Staustufe
Die Staustufe war ein Rollladenwehr, das an dem über den rechten Rhonearm führenden Teil des Pont de la Machine angebracht war. Ein neu errichteter Fussgängersteg aus Puddeleisen ersetzte das bestehende Bauwerk. Das gewählte Baumaterial ermöglichte es, mit dem Oberbau der Brücke die durch das Wehr auf ihn übertragenen Querkräfte abzufangen.
Das Rollladenwehr bestand aus 39 einzelnen Rollvorhängen aus Lärchenholz, die den natürlichen Abfluss maximal 3,3 Meter aufstauen konnten. Das Wehr diente auch nach der Stilllegung der Usine des Forces Motrices der Regulierung des Genfersees. Es wurde 1995 ausser Betrieb genommen, als diese Aufgabe von der weiter flussabwärts liegenden Usine du Seujet übernommen wurde.

### Maschinenhaus
Der Grundriss des im Neoklassizismus gehaltenen Maschinenhauses ist L-förmig. Der längere Flügel verläuft ungefähr in Flussmitte parallel zum fliessenden Wasser, während der kürzere Flügel an das Ufer bei der Rue Coulouvrenière reicht. Der natursteinverkleidete Betonbau besitzt grosse verglaste Bogenfenster. Eine eiserne Fachwerkkonstruktion trägt das Dach, so dass der Innenraum ohne Säulen oder Stützmauern auskommt.
Die Fassade zur Altstadt ist im oberen Teil mit Statuen von Neptun, Ceres und Merkur geschmückt.

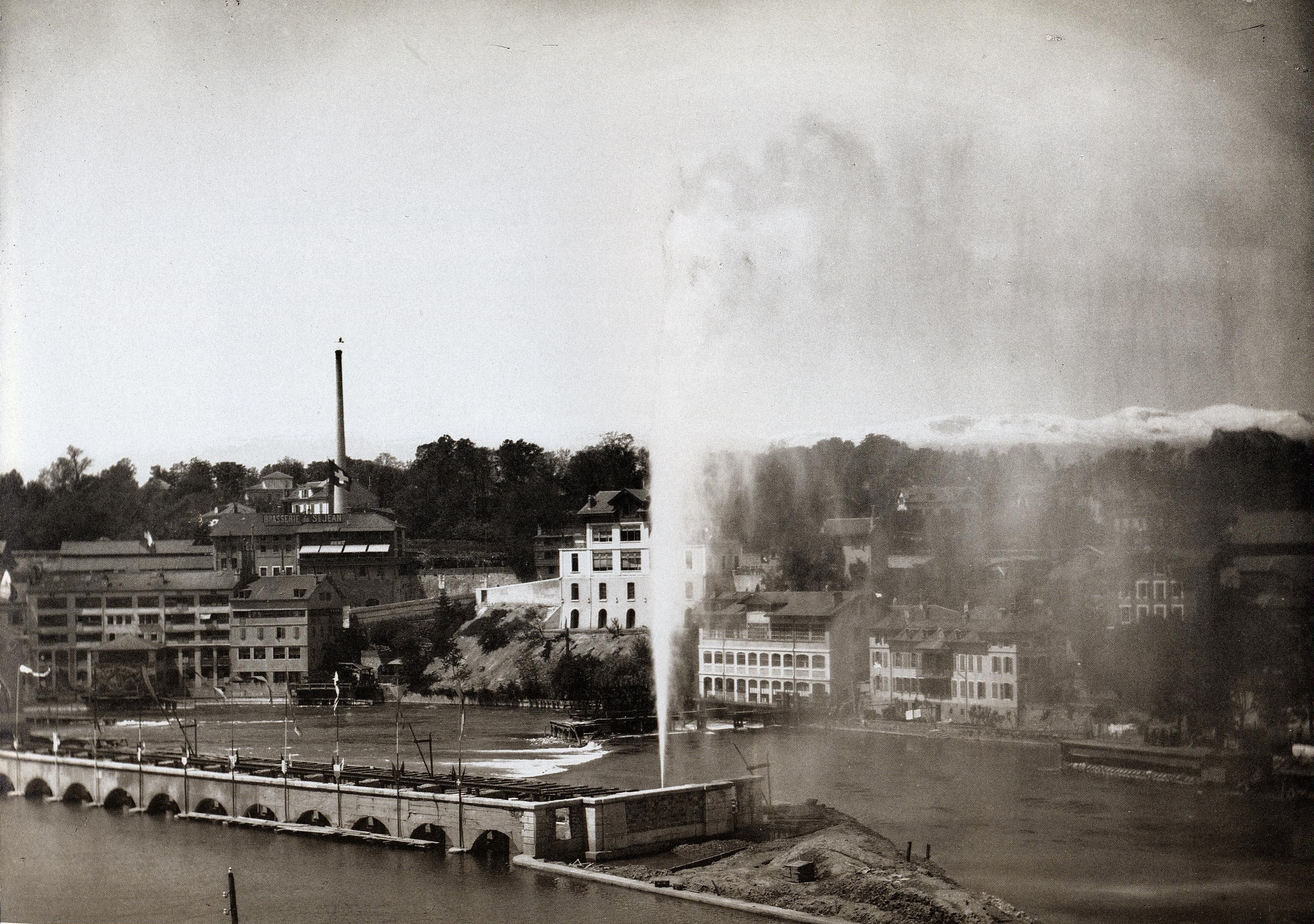
Der Jet d’eau am alten Standort (Foto von 1886)

Neben dem grossen Flügel wurde das Überdruckventil des Druckwassernetzes installiert, das bei Ansprechen eine Wasserfontäne, den Jet d’eau, in die Höhe schiessen liess. Druckspitzen entstanden besonders am Feierabend, wenn die Industriebetriebe nach und nach ihre Maschinen abstellten. Die Pumpenleistung liess sich dann nur schlecht an den Abnahmedruck anpassen. Die weithin sichtbare Fontäne wurde zum Wahrzeichen der Stadt und 1891 als reine Touristenattraktion an den heutigen Standort im See verlegt.

### Turbinen

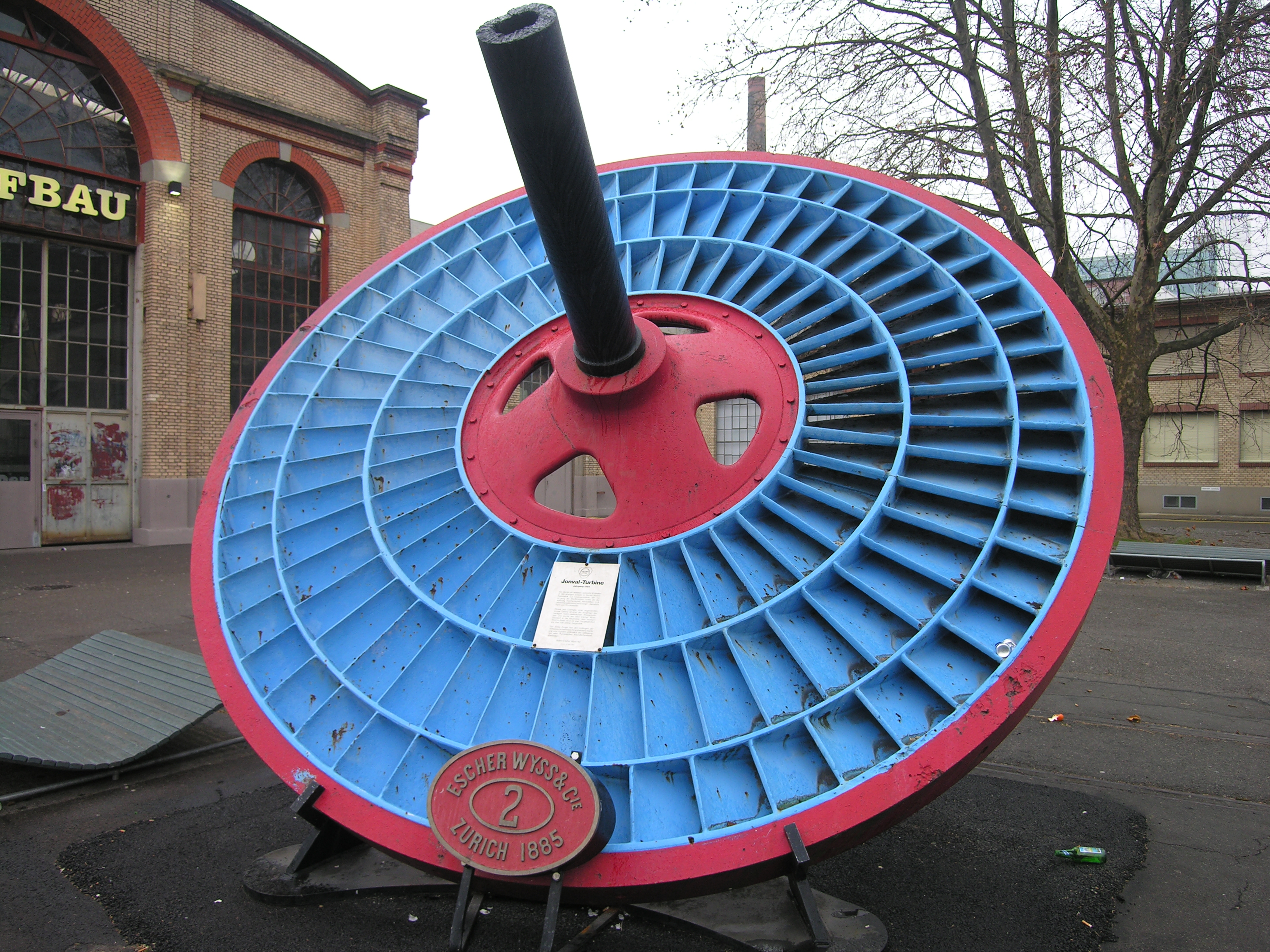
Bei einer ehemaligen Werkhalle der Escher Wyss AG aufgestellte Jonval-Turbine aus der Usine des Forces Motrices

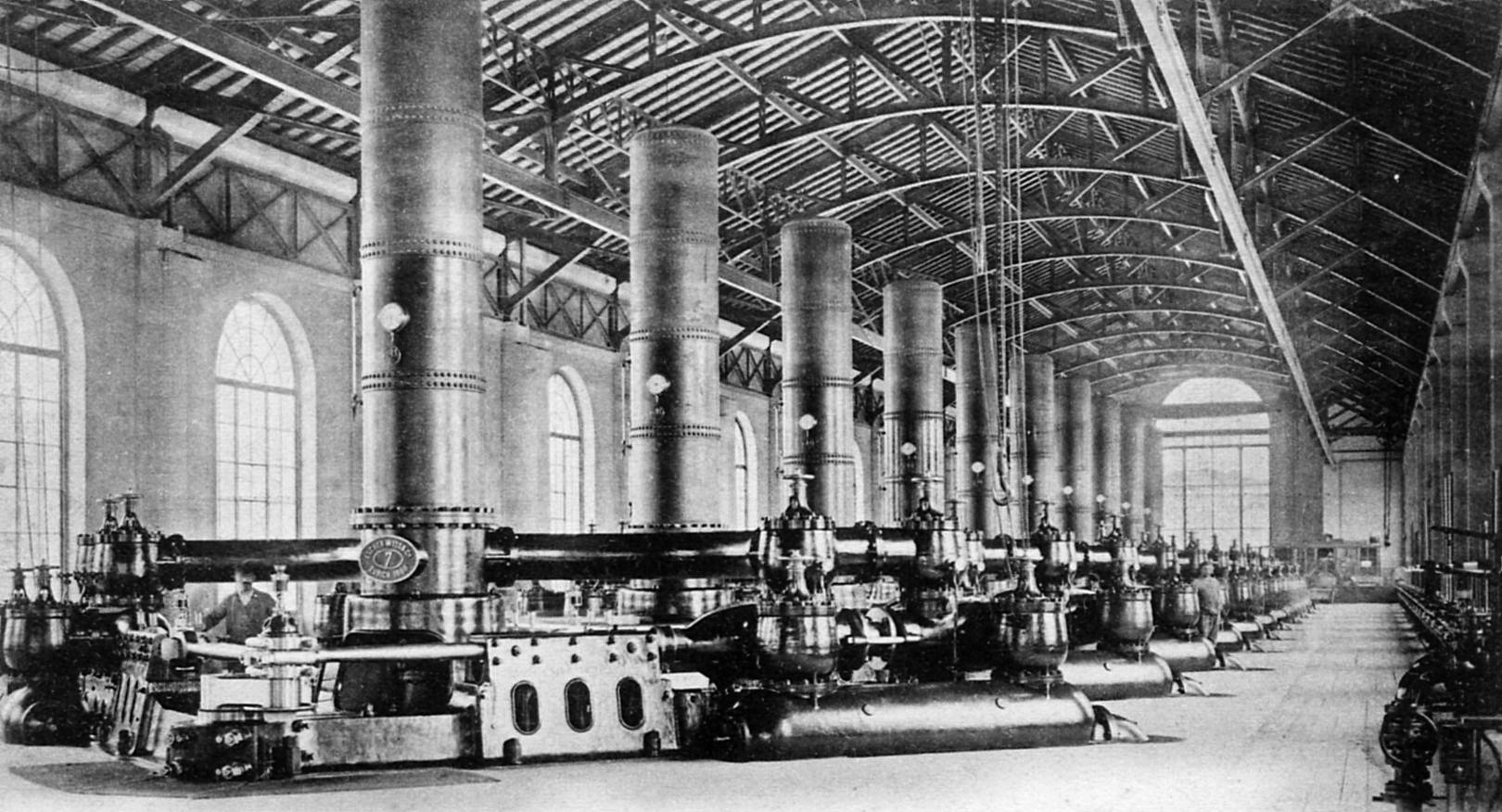
Innenansicht des Maschinensaals mit den Pumpen

Die von Escher Wyss AG aus Zürich gelieferten, untergetaucht arbeitenden Jonval-Turbinen waren für die Verarbeitung eines Gesamtabflusses von 600–800 m3/s bei einer Fallhöhe zwischen zwei und vier Metern ausgelegt und hatten eine maximale Leistung von 210 PS. Drei konzentrisch angeordnete Schaufelkränze erlaubten es, die Leistung der Turbine der verfügbaren Fallhöhe und dem Leistungsbedarf anzupassen. Die Regelung erfolgte durch Abdecken der Leitschaufeln.
Jede Turbine trieb zwei im Maschinensaal angeordnete doppelwirkende Kolbenpumpen in liegender V-Anordnung an. Für beide Pumpen war jeweils ein vertikal angeordneter, gemeinsamer Windkessel vorgesehen.
In den 1960er Jahren wurden die Jonval-Turbinen nach und nach durch Kaplan-Turbinen ersetzt.

### Verteilnetz
Das Verteilnetz wies drei verschiedene Druckstufen auf: eine niedere Druckstufe für die Trinkwasserversorgung, sowie eine Mitteldruck- und eine Hochdruckstufe, die der Energieversorgung dienten. Das mit 6,5 bar betriebene Mitteldrucknetz hatte 1896 eine Ausdehnung von 82 km und versorgte 130 Schmid-Motoren, die zusammen eine Leistung von 230 PS hatten. Das Hochdrucknetz wurde mit 14 bar betrieben und hatte eine Ausdehnung von 93 km. Es versorgte 207 Turbinen und Motoren, darunter auch Antriebe von Aufzugsanlagen, mit einer Gesamtleistung von 3000 PS.
Viele Turbinen wurden zum Antrieb von Generatoren für die elektrische Beleuchtung genutzt. 1887 wurde neben dem Wasserkraftwerk ein Elektrizitätswerk errichtet, das ein Gleichstromnetz mit 110 V Spannung und einer Leistung von 800 PS, sowie ein Wechselstromnetz mit einer Leistung 600 PS versorgte. Die Generatoren wurden von einer aus dem Druckwassernetz versorgten Turbine angetrieben.
Das Druckwassernetz war nicht in Konkurrenz zur Stromversorgung, sondern ergänzte diese. Erst in der Wirtschaftskrise der 1930er Jahre ging der Verbrauch von Druckwasser als Energieträger zurück. 1958 wurde der letzte Wassermotor stillgelegt.